# Elina Born
Elina Born (Lehtse, 29 giugno 1994) è una cantante estone.

## Biografia
Originaria di Lehtse, ha intrapreso la carriera musicale nel 2012, anno in cui ha preso parte a Eesti otsib superstaari, dove è giunta al 2º posto in finale. Nel 2015 ha partecipato con Stig Rästa all'Eesti Laul con il brano Goodbye to Yesterday, riuscendo a vincere la manifestazione e diventando di diritto il rappresentante nazionale per l'Eurovision Song Contest 2015 a Vienna. Dopo la qualificazione dalla seconda semifinale, si sono classificati al 7º posto su 27 partecipanti con 106 punti totalizzati. Il brano, incluso nel primo album in studio eponimo dell'artista, è riuscito a fare la propria entrata nelle hit parade dei singoli di diversi paesi, fra cui Germania, Paesi Bassi e Svezia, e ha visto un particolare successo in Austria, dove ha raggiunto la top ten ed è rimasto in classifica per 18 settimane. Agli Eesti Muusikaauhinnad, il principale riconoscimento musicale estone, ha trionfato in tre categorie su sei.
Nel 2018 ha firmato un contratto con la divisione baltica della Universal Music Group, attraverso la quale è stato pubblicato il singolo Jagatud saladus, una collaborazione con Jüri Pootsmann, che è divenuto il primo ingresso della cantante nella Eesti Tipp-40 dopo aver esordito al 9º posto. Ha conquistato il suo piazzamento migliore in determinata graduatoria con Niiea, singolo inciso con il rapper Villemdrillem.

## Discografia

### Album in studio
- 2015 – Elina Born

### Singoli
- 2012 – Enough
- 2013 – Miss Calculation
- 2014 – Mystery
- 2015 – Goodbye to Yesterday (con Stig Rästa)
- 2015 – Kilimanjaro
- 2017 – In or Out
- 2018 – Jagatud saladus (con Jüri Pootsmann)
- 2019 – Tagasi me
- 2019 – Kordumatu
- 2020 – Niiea (con Villemdrillem)
- 2021 – Linnuteid
- 2022 – Veelparem (con Villemdrillem)
- 2023 – Oodata
- 2024 – Eilsest saati (con Mäx)